# Јан Стен
Јан Стен (хол. Jan Havickszoon Steen; 1626 — Лајден, 3. фебруар 1679) био је холандски сликар из 17. века (Златно доба холандског сликарства).
Дела Јана Стена се одликују психолошким посматрањем, иронијом и обиљем колорита.
Омиљена тема су му призори из свакодневног живота (жанр сцене). Ове сцене приказује са пуно живости, понекад хаоса или ласцивности. Неке његове слике илуструју холандске изреке или илуструју примере из књижевности. Бавио се и историјским, религијским и митолошким темама, мртвим природама и пејзажима.